# Amyna urba
Amyna urba là một loài bướm đêm trong họ Noctuidae.